# Индо-скифское царство
Индо-скифское царство (иначе Индо-Скифское царство) — аморфное в плане границ государство, созданное в эпоху эллинизма на территории Бактрии, Согдианы, Арахосии, Гандхары, Кашмира, Пенджаба, Раджастхана и Гуджарата восточной ветвью кочевого племени скифов — саками.

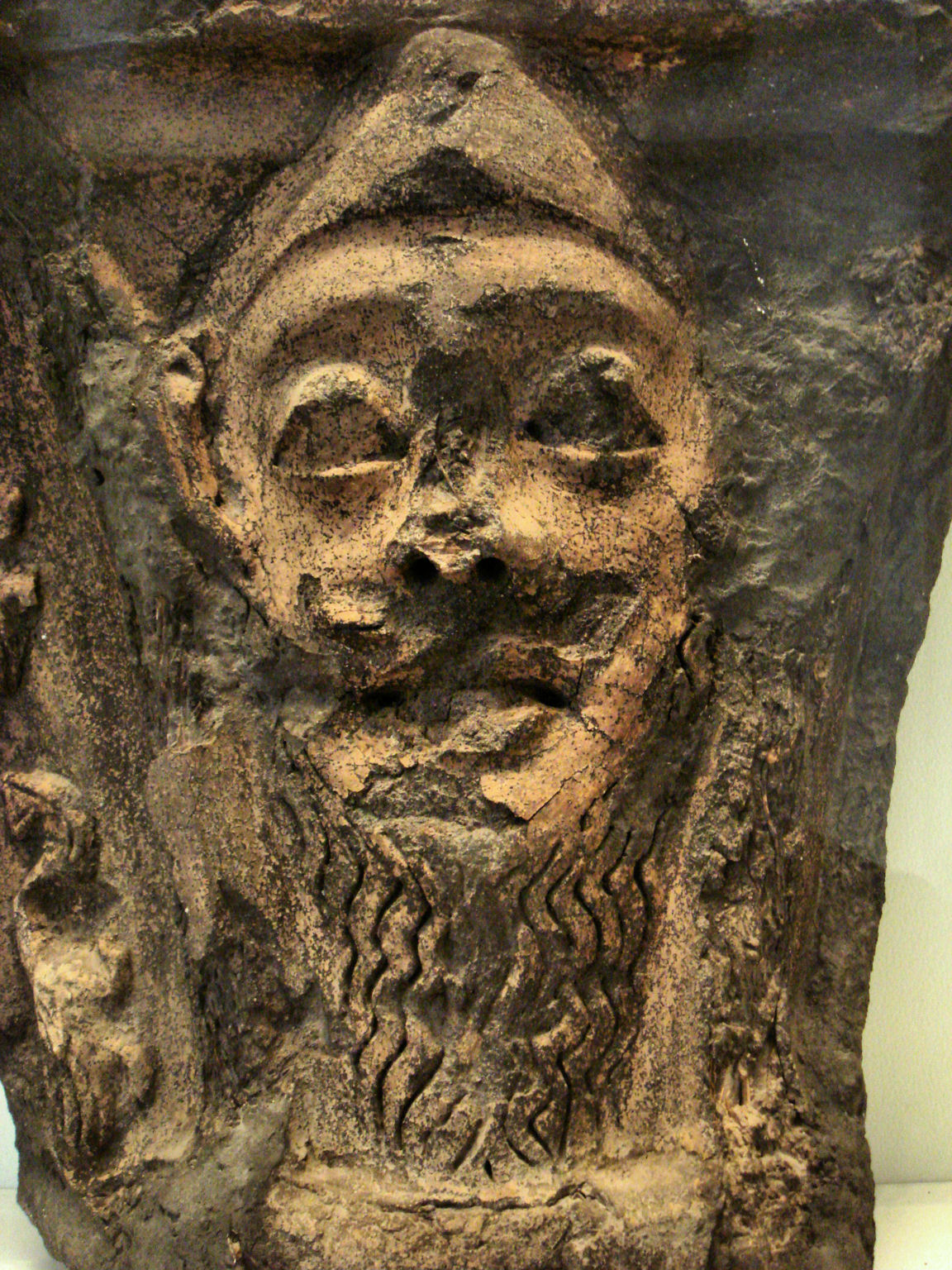
Изображение скифа из Бамиана

## История

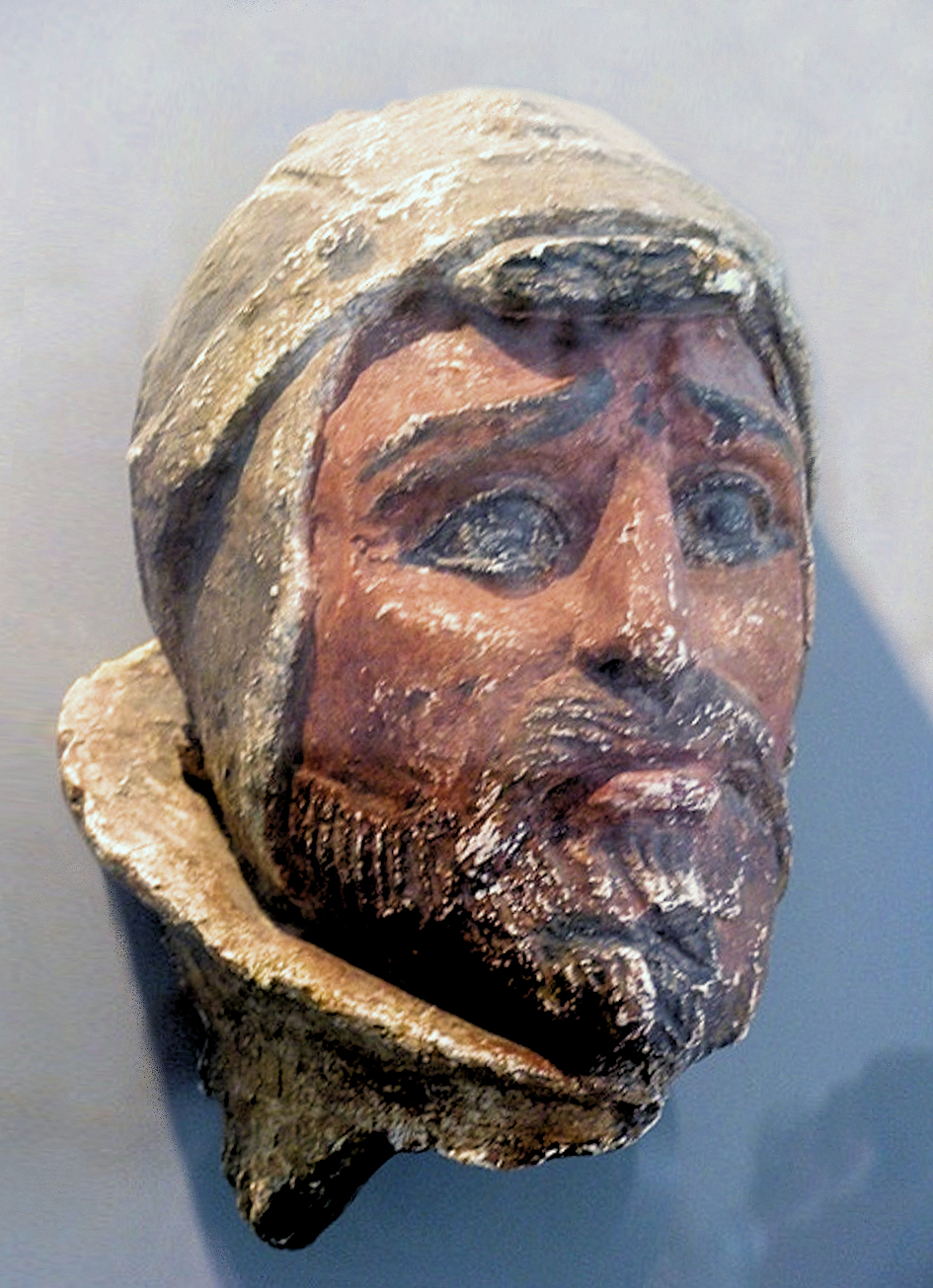
Голова скульптуры сакского воина, как побеждённого врага юэчжей, из Халчаяна, I век до н. э.

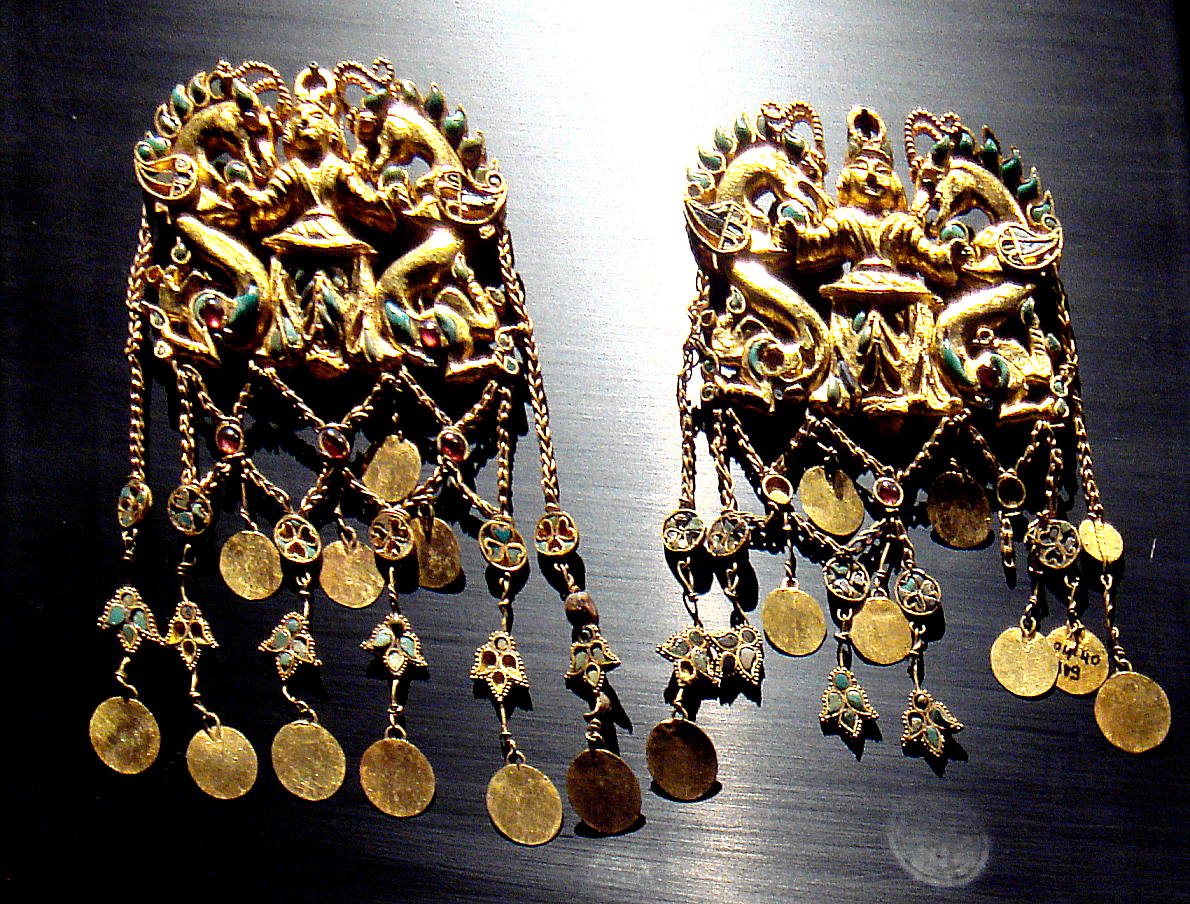
Клад царского захоронения Тилля-тепе относится к сакам I в. до н. э. в Бактрии.

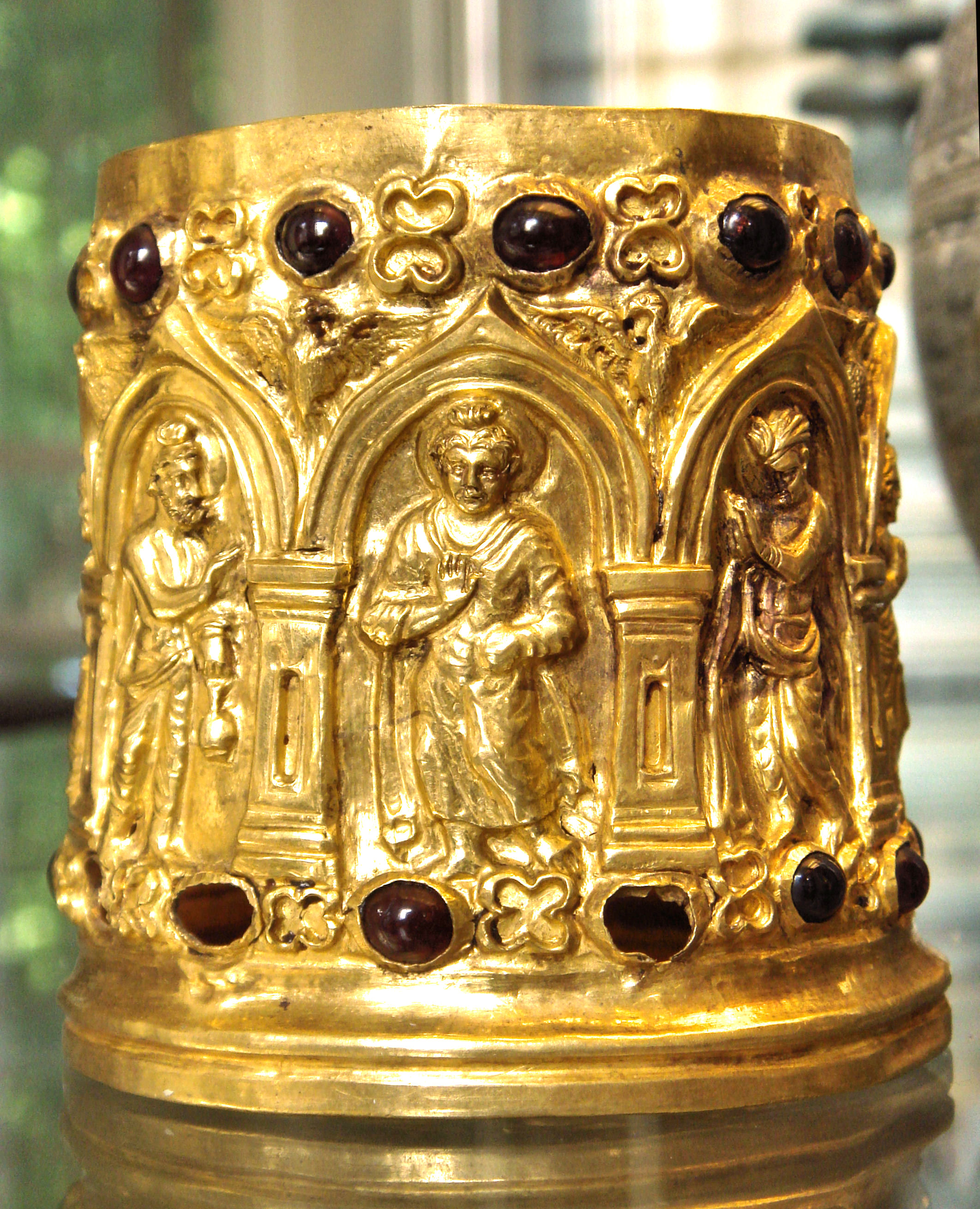
Бимаранская шкатулка, изображающая Будду, который окружён Брахмой (слева) и Шакрой (справа). Была найдена внутри ступы с монетами Азеса внутри. Британский музей.

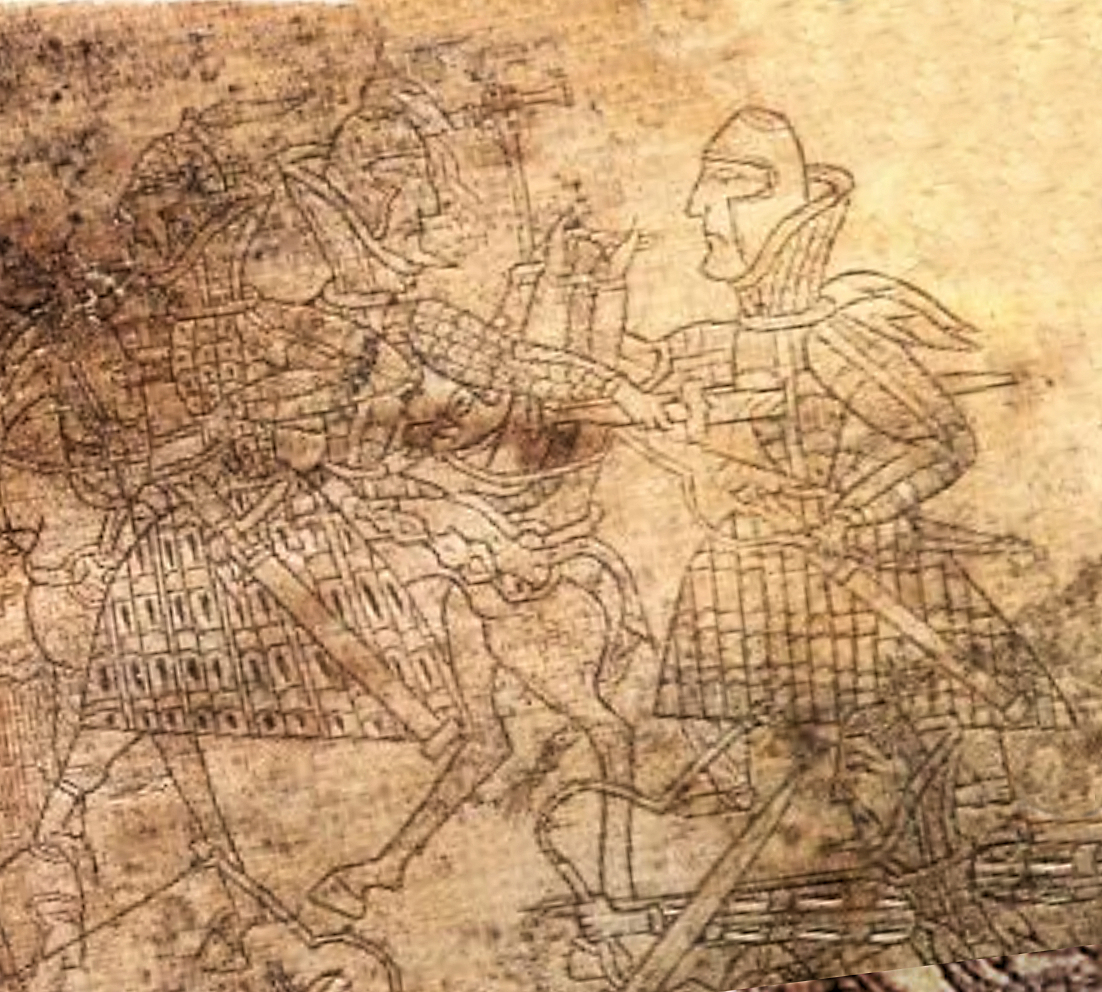
Деталь одной из Орлатской пластин, предположительно изображающая скифских воинов.

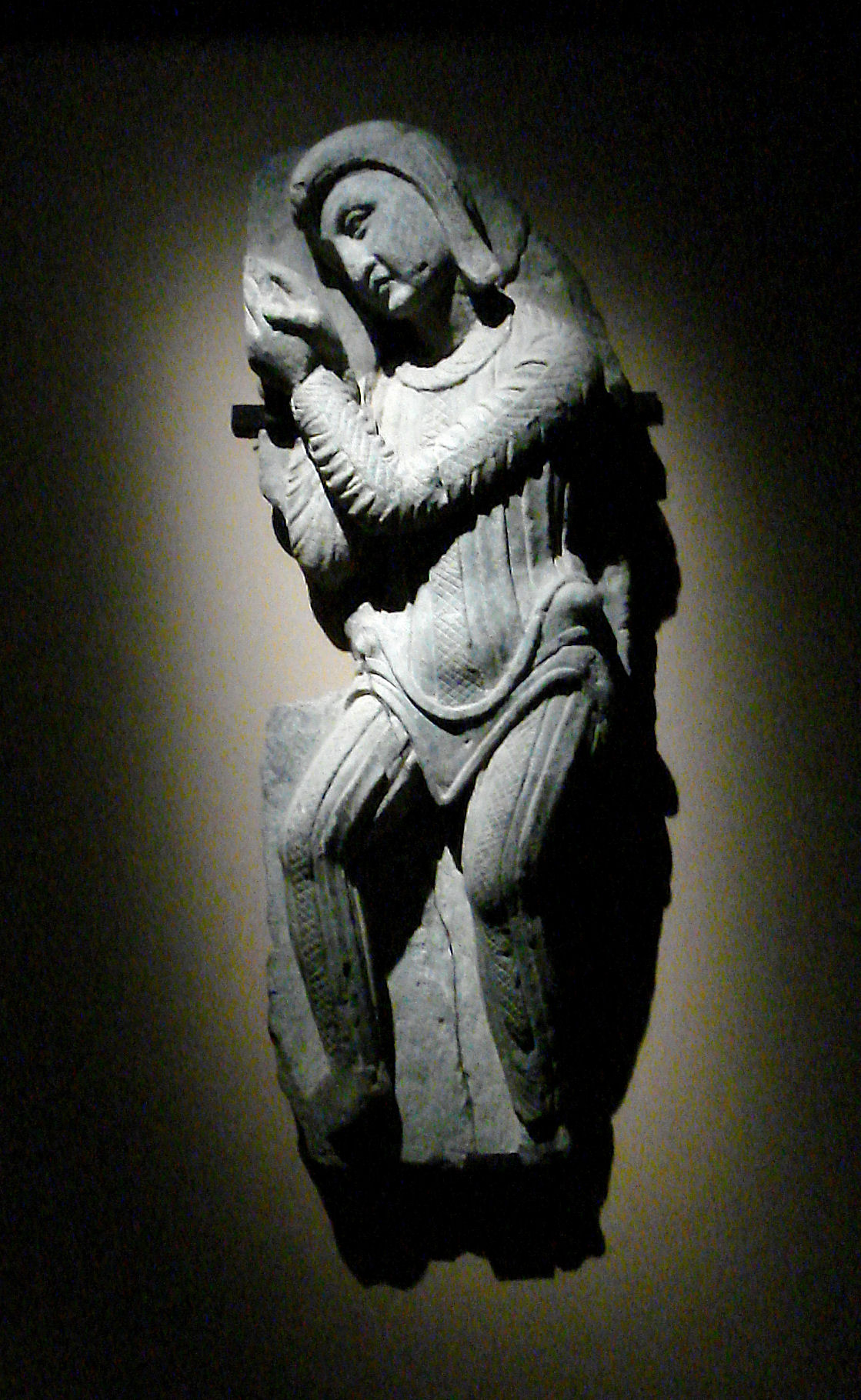
Индо-скифский буддист. Ступа Буткара.

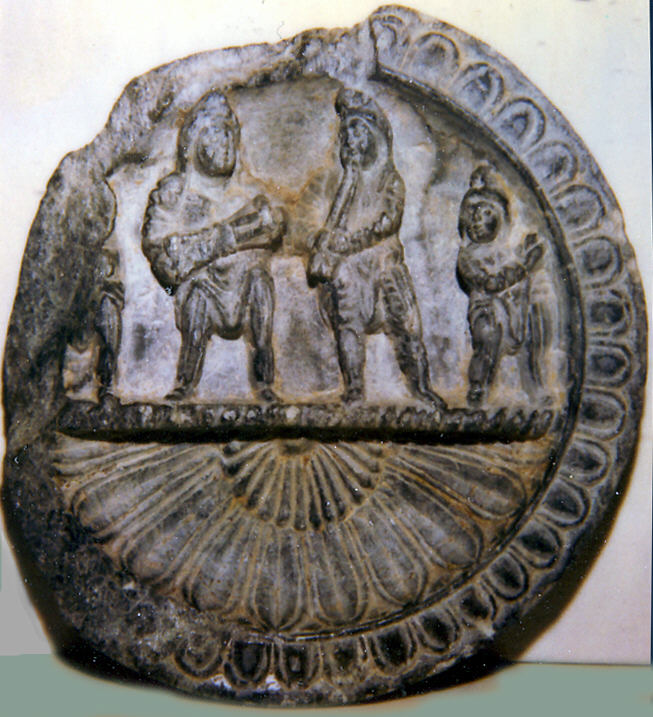
Каменная палитра Гандхары со скифами, играющими музыку.

### Вторжение саков
Переселение саков было частью перемещения кочевых народов, запущенного вытеснением юэчжей (асиев) племенем сюнну (хунну) около 175 г. до н. э. Саки, вынужденные покинуть бассейн реки Или, двинулись на Фергану и Согдиану. Около 145 г. до н. э. они вторглись в Греко-бактрийское царство и сожгли Александрию Оксианскую. В 125 г. до н. э. греко-бактрийский царь Гелиокл под давлением саков и юэчжей покинул Бактрию и переместил свою столицу в долину Кабула, откуда он управлял своими индийскими владениями.
В то время как юэчжи задержались в Бактрии ещё на сотню лет, скифы двинулись дальше в сторону Индии. При продвижении на юг саки в середине II в. до н. э. заселили южные области современного Афганистана — так называемый Сакастан.
Вместе с саками во вторжении в Индию принимали участие камбоджи, парады, пахлавы, ришки и другие племена с северо-запада, которые часто рассматриваются как сакские кланы. Часть их интегрировалась в состав индийской варны кшатриев.

### Первые индо-скифские царства
Первые скифские царства на территории собственно Индии были установлены на территории между Абирией (Синд) и Саураштрой (Гуджарат) после 110 года до н. э. Около 80 года до н. э. индо-скифский царь Мауэс (Май) двинулся на восток и овладел Гандхарой и Таксилой. Вероятно, Мая следует отождествить с царём Могой из надписи сатрапа Патики, датируемой 78 годом неизвестной эры.
Однако после смерти Мая установленное им царство не смогло удержаться, и индо-греки восстановили свою династию в Индо-греческом царстве (которая опять стала успешно развиваться, что видно по обильному выпуску монет царей Аполлодота II и Гиппострата).

### Пик экспансии
Примерно через 20 лет индо-скифы взяли крупнейший город тогдашней Индии — Матхуру, и Ахес I уже окончательно установил скифское владычество на северо-западе в 55 году до н. э. С Азесом связывают Бимаранскую шкатулку, обнаруженную с его монетами в буддийской ступе близ Джелалабада в Афганистане. Среди других буддистских артефактов индо-скифов — «львиная» песчаниковая капитель колонны из Матхуры с надписью кхароштхи о даровании ступы с реликвией Будды супругой индо-скифского царя Раджувулы.
На востоке индо-скифские набеги доходили до Паталипутры, о чём говорится в тексте Юга-Пураны. Из Удджайна индо-скифы были изгнаны в 57 году до н. э. известным малвским царём Викрамадитьей. С этого события вёлся отсчёт эры Викрама. Индо-скифы (саки) вернули себе Удджайн в 78 году н. э.

### В иностранных источниках
В последний период индо-греческие цари нашли поддержку Китайской империи. Хроника поздней династии Хань описывает альянс между китайским генералом Вэнь Чуном, управляющим пограничную область в западном Ганьсу по поводу Ки-пинь (Кабульская долина) с Инь Мофу (Гермей), «сыном короля Юн-Кюй» (йонака, грек) около 50 года до н. э. Объединённые войска атаковали Ки-пинь, который был под контролем индо-скифов, и Инь Мофу. Гермей был провозглашён царём Ки-пинь как вассал Ханьской империи, получив китайские атрибуты власти и печать. Позднее китайцы потеряли интерес к таким удалённым землям, и альянс распался.
В итоге, ок. 10 года н. э. под напором индо-скифов пали остатки Индо-греческого царства, которым правил Стратон II Сотер. Победивший Стратона индо-скифский правитель Раджувула установил в Матхуре правление
«Северных Кшатрапов»: его преемники правили тут преимущественно в качестве вассалов кушанов (двое кшатрапов упоминаются в надписи Канишки I).
О скифах (саках) в Индии упоминают такие античные источники, как древнеримская «Пейтингерова таблица» и древнегреческий «Перипл Эритрейского моря», называющий Барбарикон и Миннагару (современный Карачи) портами скифов. При этом «Перипл» различает «Скифию» и «Ариаку» на востоке, которой управлял Нахапана (названный Намбаном), один из западных кшатрапов.
На протяжении четырёх столетий индо-скифские правители соседствовали с индо-греческими и индо-парфянскими государственными образованиями. Они оставили по себе памятники ювелирного искусства в традиционном для скифов зверином стиле. В I в. н. э. их стали вытеснять на юг двигавшиеся с севера кушаны — ветвь племени юэчжей. На землях, прежде принадлежавшим индо-скифам, они создали могущественное Кушанское царство.

### Западные Кшатрапы
Последний этап скифского присутствия в Индии представляет династия Западных Кшатрапов, царствовавшая на западе Деккана с 110 по 395 гг. Их столицей служил священный для индусов город Удджайн. Цари правившей династии происходили от шакских (сакских) сатрапов, носивших титул кшатра (кшатрии), который на северо-западе Индии давали местным правителям — наместникам царя. Родоначальник династии Чаштана первоначально был наместником кушанов. В 30-е годы II века он стал править самостоятельно и принял титул махакшатрапа.
Его внук Рудрадаман I был весьма могущественным правителем. Он вел войны с царём Восточного Декана, Кушанским государством и яудхеями, государство которых располагалось в бассейне Сатледжа. К концу царствования Рудрадамана I власть Кшатрапов распространялась на Малву, Гуджарат, южную часть Раджастхана и некоторые районы Восточного Декана (ранее принадлежавшие Сатаваханам).
В первой половине IV века н. э. местные цари даже отказались от титула махакшатрапов, что, по-видимому, означало признание Кшатрапами главенства иранских Сасанидов; в 348 году новый царь Кшатрапов Рудрасена III опять принял титул махакшатрапа. Но возрождение могущества Кшатрапов было недолгим. На исходе IV века конец власти Западных Кшатрапов в Деккане положил своими завоевательными походами Чандрагупта II из династии Гуптов, убивший последнего сакского правителя Рудрасимху III.

## Правители

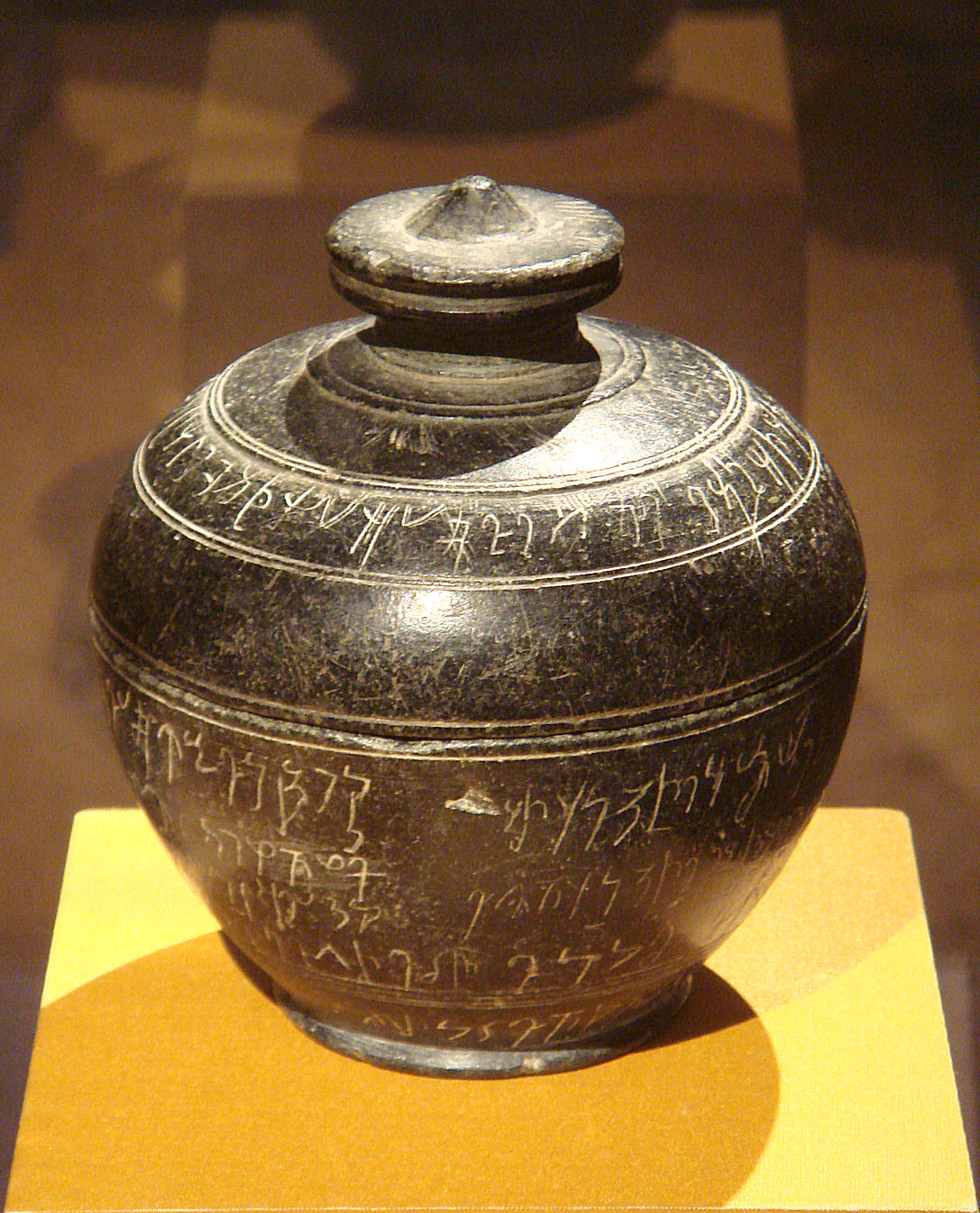
Баджаурская шкатулка. Подношение индо-скифского царя Индравармы.

Индо-сакское царство (ок. 50 до н. э. — 70 н. э.)
Маргиана, Арахосия, Бактрия. Стол. Бактры.
- Аполлодот (ок. 50 до н. э.).
- Гиппострат (ок. 30).
- Мауэс (Мога, Мавак, Май Сурена) (ок. 20 до н. э. — 22 н. э.).
- Аз II (Айя), сын (ок. 22 — 50, сопр. с 5 до н. э.).
- Азилис (Айилиша) (ок. 30 — 40).
- Аз II (ок. 40 — 70).
- ок. 70 Р. Х. парфянское завоевание.[4]

## Галерея

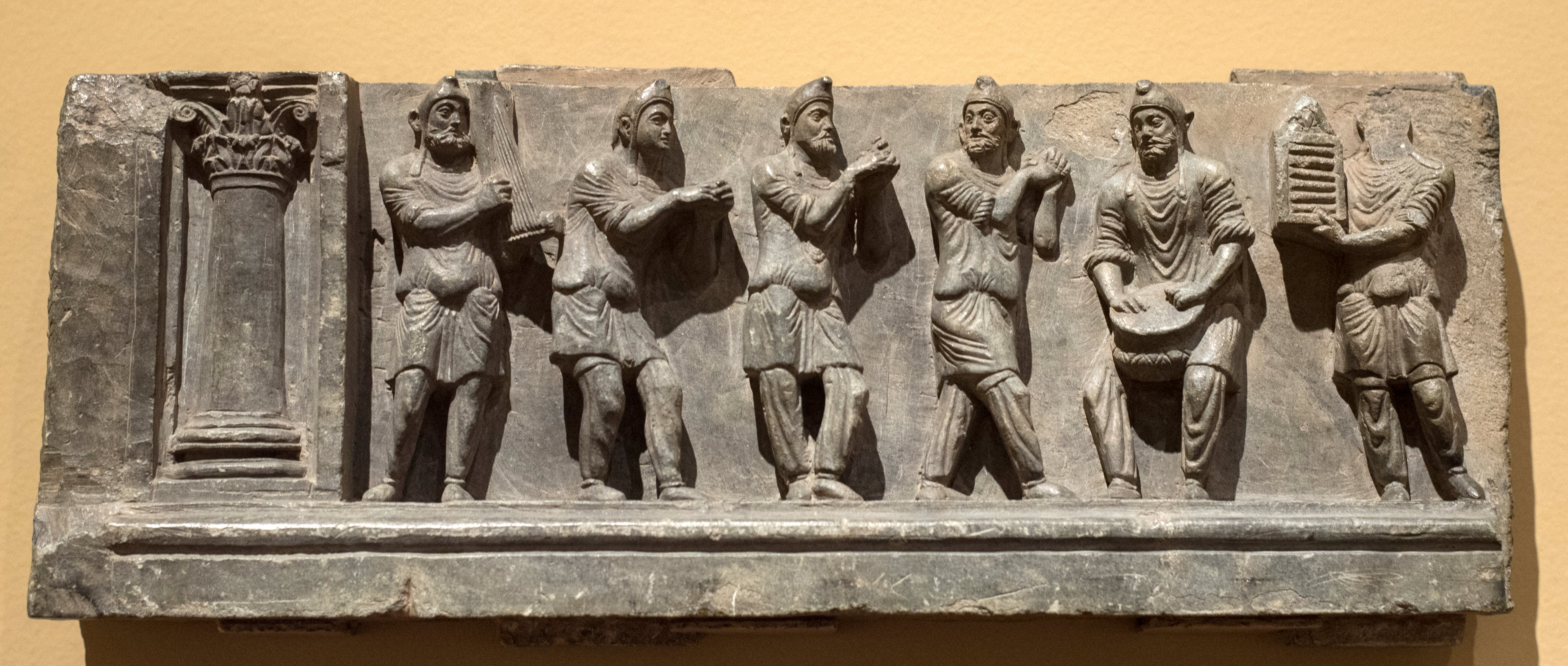
Один из барельефов Бунера с изображением танцующих скифских воинов. Художественный музей Кливленда.
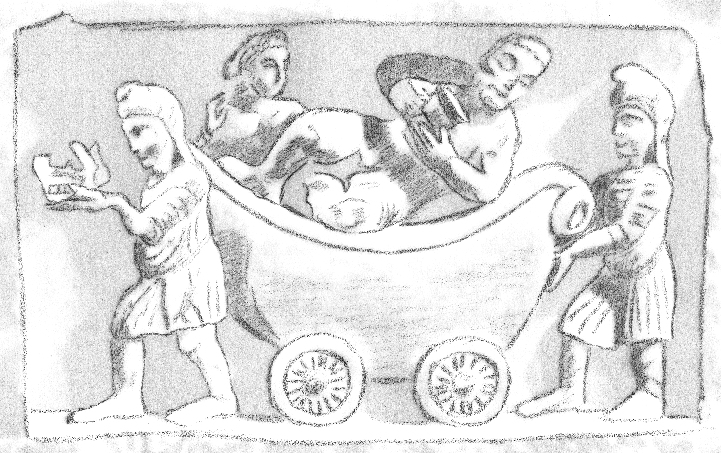
Индо-скифы теснят греческого бога Диониса с Ариадной[5].
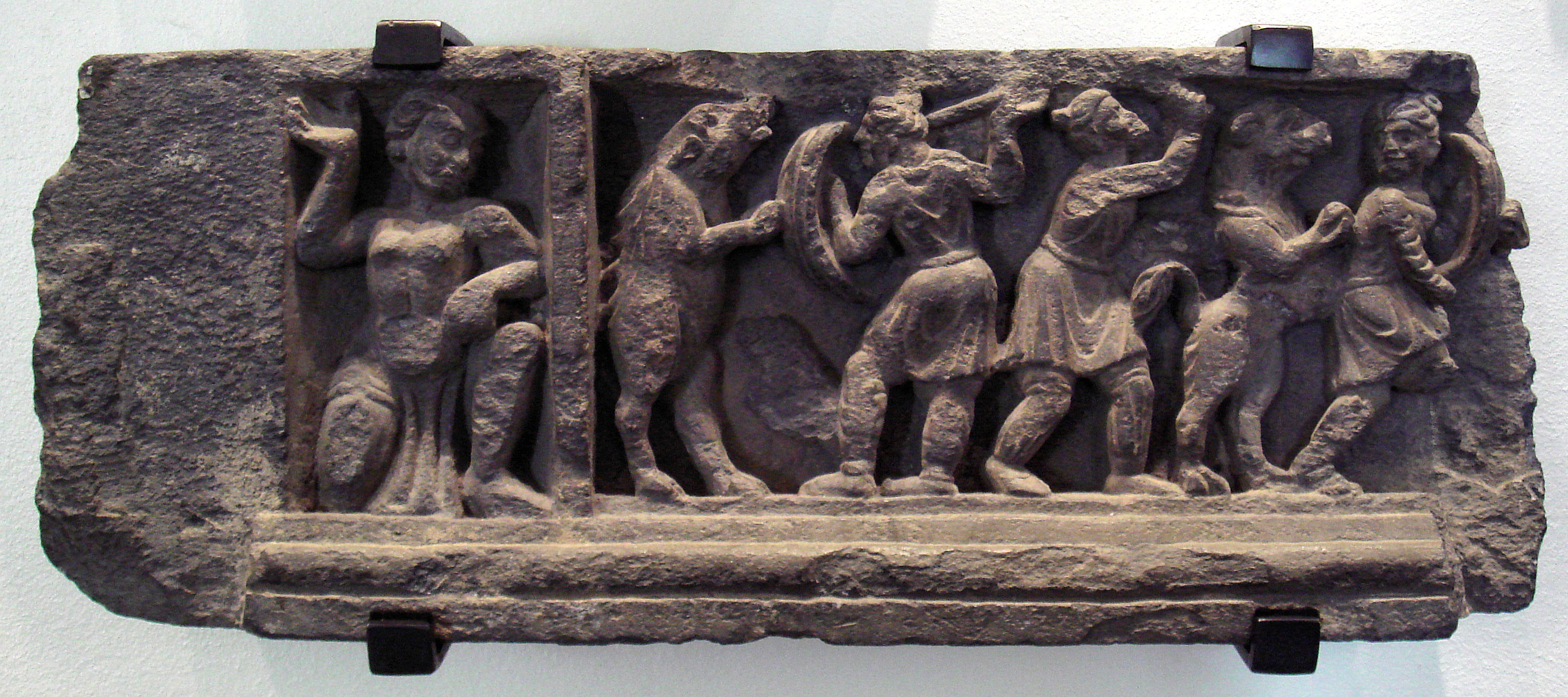
Сцена охоты
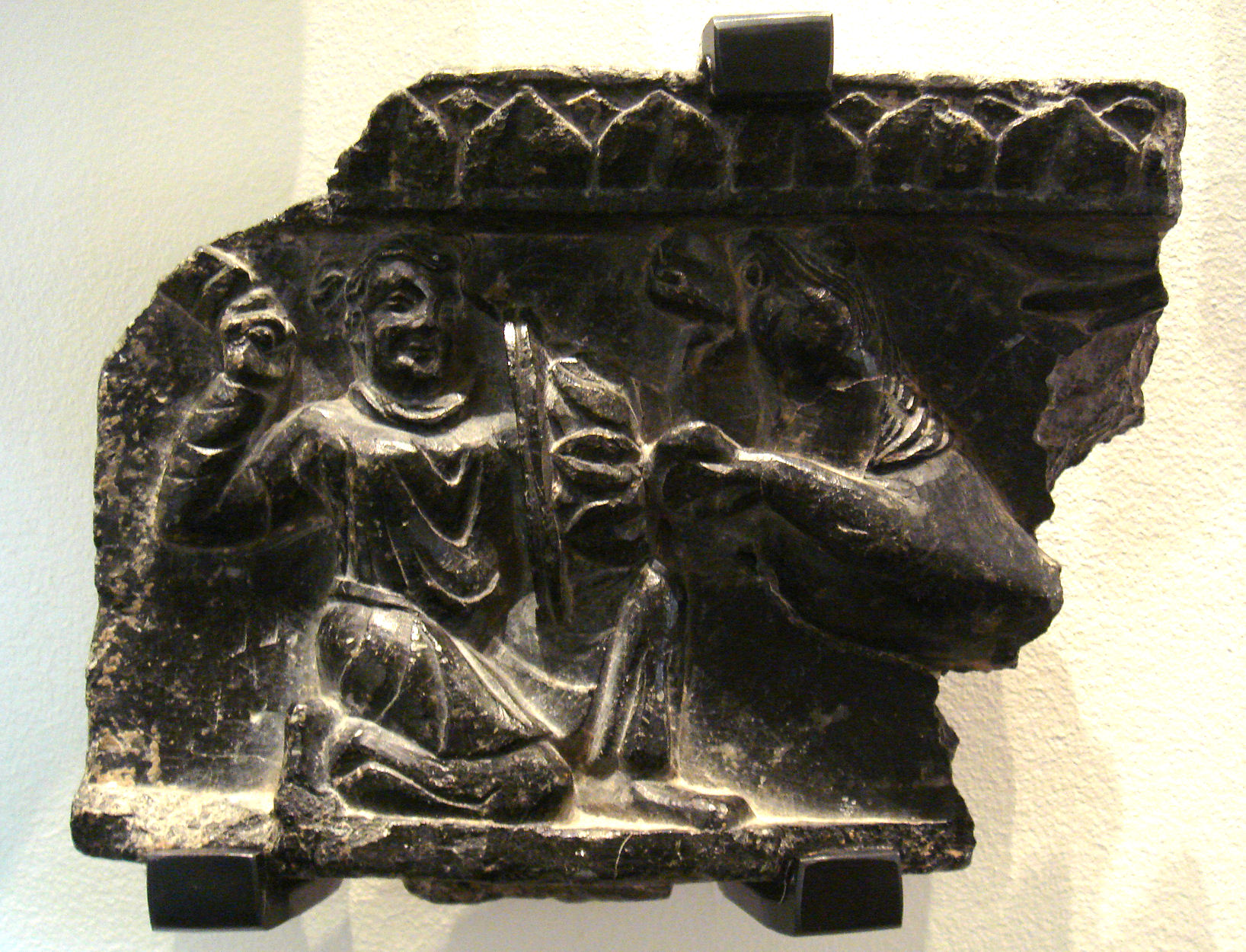
Сцена охоты
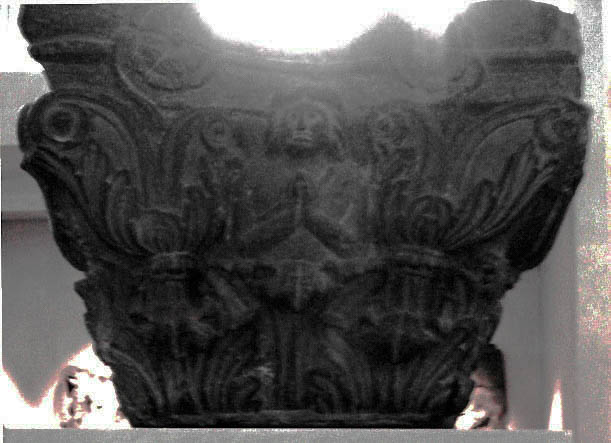
Индо-коринфская капитель из ступы Буткара, датируется 20 г. до н. э., во время правления Азеса II. Туринский городской музей античного искусства.
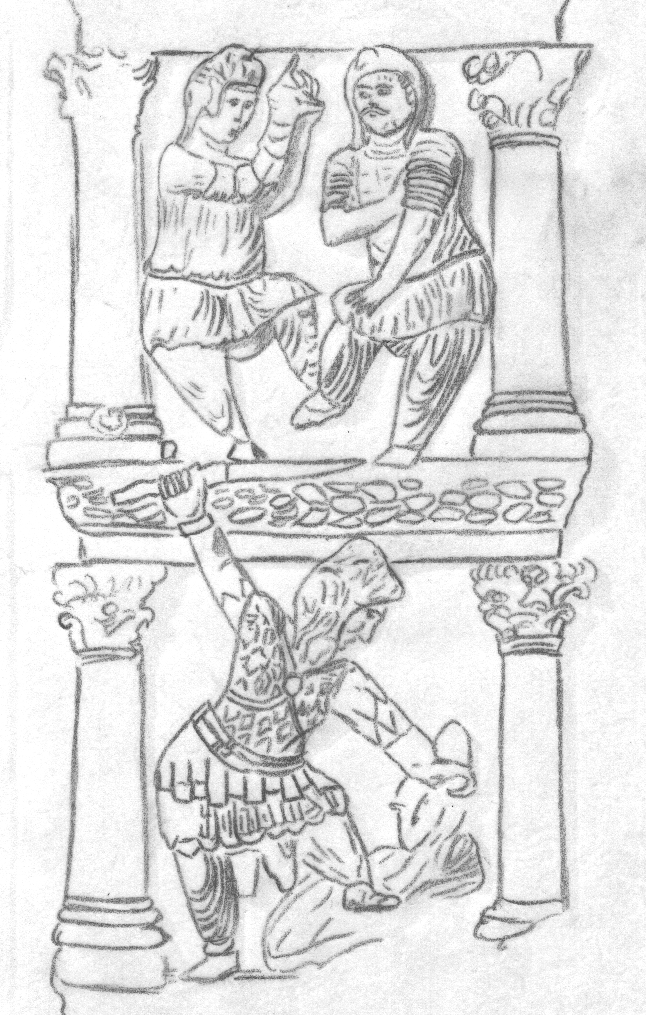
Танцы индо-скифов (вверху) и сцена охоты (внизу). Буддийский рельеф из Свата, Гандхара.
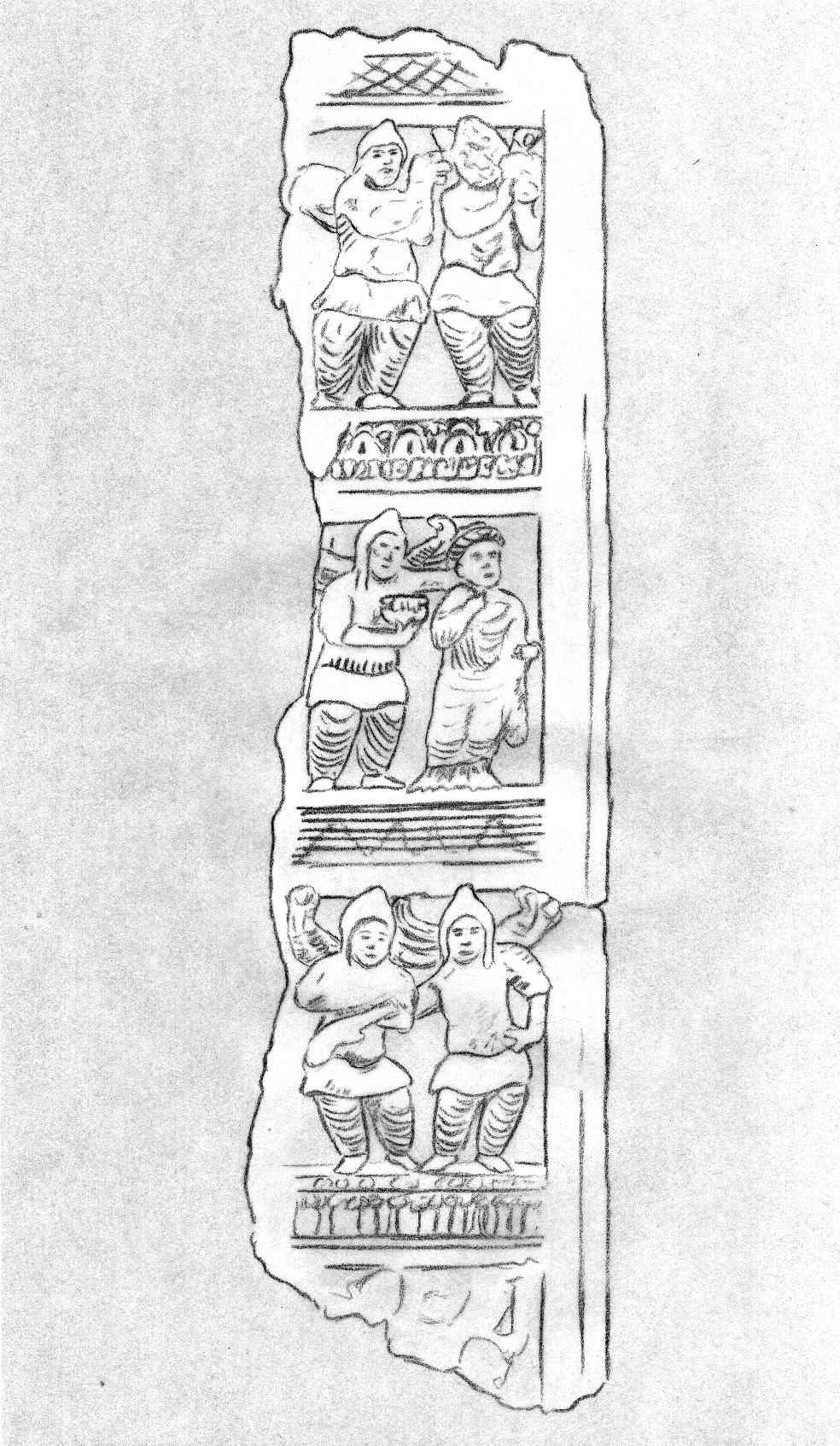
Дверной косяк Буткара, индо-скифы танцуют и веселятся. На оборотной стороне — рельеф стоящего Будды.
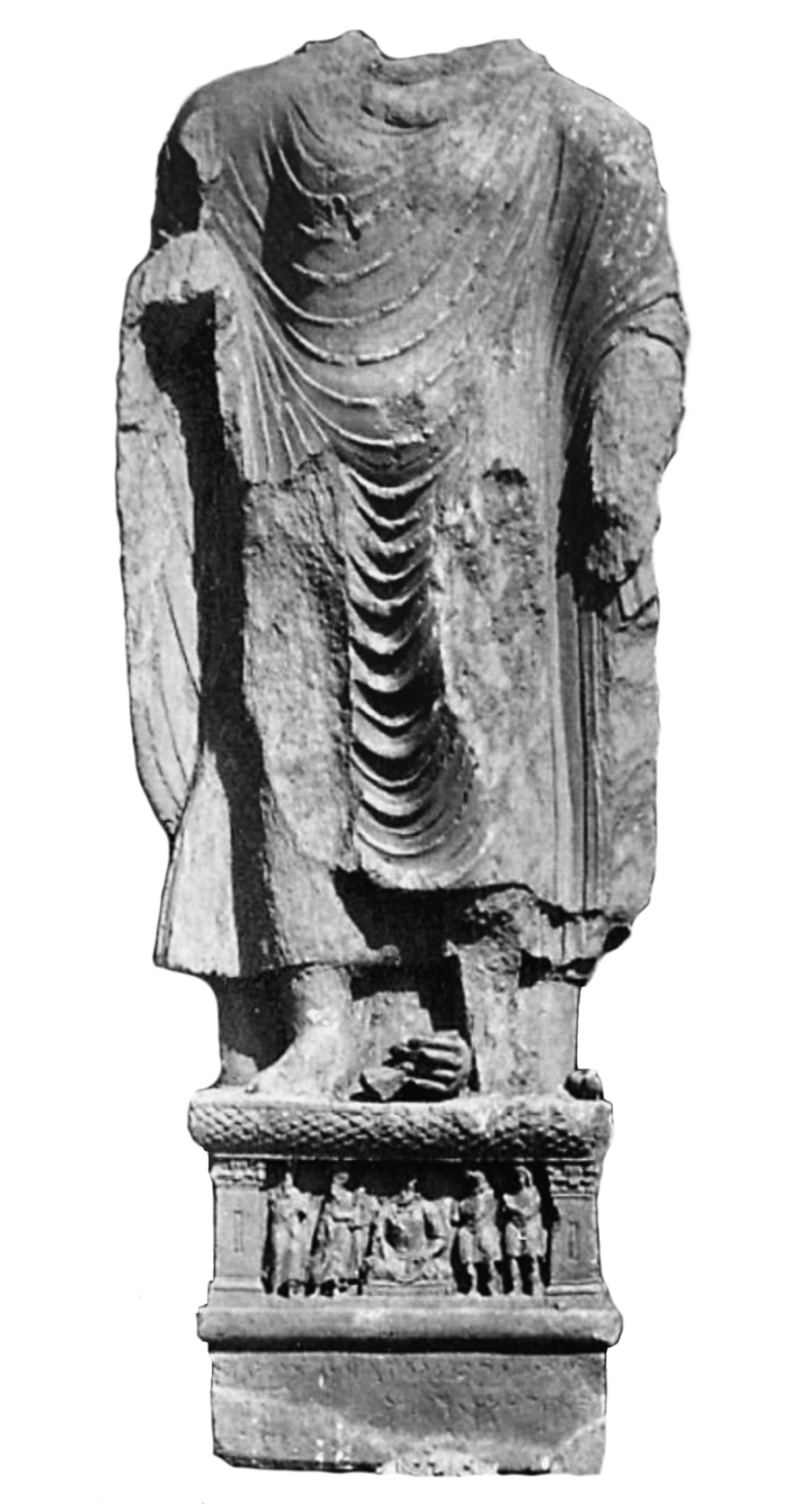
Статуя с надписью «318 год», вероятно, 143 г. н. э.[7] Двое подвижников с правой стороны пьедестала в индо-скифских костюмах (свободные брюки, туника и капюшон).